# Escadaria Maria Ortiz
Escadaria Maria Ortiz é uma escadaria localizada no Centro de Vitória, no Espírito Santo. Estabelecida em homenagem a Maria Ortiz.

## História
A história da escadaria começa em 10 de março de 1625, quando oito naus holandesas, comandadas pelo almirante Piet Heyn, aportaram na barra de Vitória. Os corsários tentaram chegar a parte alta da vila, através de uma estreita rampa, conhecida como ladeira do Pelourinho, mas foram surpreendidos por uma jovem, Maria Ortiz. Da janela do sobrado que morava, jogou sobre os invasores, água fervendo. A seguir, com um tição, ateou fogo numa das peças bélicas dos piratas e, assim, encorajou os demais moradores da ilha à luta e a expulsão dos invasores.
Em 1899, a Câmara Municipal decretou a nomeação e a numeração das ladeiras, becos, ruas, cais e travessas da cidade. Assim, a ainda ladeira, ainda estreita e íngreme, foi nomeada de ladeira Maria Ortiz. Em 15 de novembro de 1924 — 35 anos depois da nomeação da ladeira — o governador Florentino Avidos inaugurou a remodelação projetada por Henrique de Novais da antiga ladeira, nomeando-a como escadaria Maria Ortiz.
No momento da modernização — de ladeira para escadaria, em 1924 — as antigas residências coloniais deram espaço para construção de novos edifícios, dentro deste objetivo estabelecido para a época de modernização da capital capixaba.

### Reformas por detentos
Em 10 de janeiro de 2018, a escadaria foi reinaugurada, após reforma realizada por detentos do sistema prisional, em uma parceria inédita com o Governo do Estado, a Cooperativa de Economia e Crédito Mútuo dos Servidores do Poder Judiciário (Coopjud) e o banco Sicoob. Houve reforma dos degraus, com a reposição do piso de granito, e as calçadas de acesso; foram refeitos alguns balaústres; nova pintura; e instaladas lâmpadas de LED com luz branca.
| “                                                                  | Dois são os sucessos nessa reinauguração: o restauro de um importante espaço da história de Vitória e a mão de obra empregada dos reeducandos do sistema prisional. Queremos outras parcerias como essa, que também contou com a parceria do Sicoob-servidores | ” |
| — Lenise Loureiro, então secretária de Desenvolvimento de Vitória, | |   |

### Acidente
Em 25 de fevereiro de 2020, à noite, aconteceu um acidente com um carro que acabou caindo na escadaria, sem feridos. As próprias pessoas que estavam no local conseguiram auxiliar o motorista a retirar o veículo, sem a necessidade de acionar um guincho. Conforme a Guarda municipal (GCMV), o chamado recebido indicou que o motorista entrou na escadaria por engano, achando que fosse uma rua.